# Folcmaro di Utrecht
Folcmaro di Utrecht, in tedesco Folkmar, a volte abbreviato in Bobbo, Popo, Poppo, (... – 11 dicembre 990) fu vescovo di Utrecht dal 976 alla morte.

## Biografia
Suo padre era il conte palatino Adalberone di Sassonia. Apparteneva al capitolo della cattedrale di Hildesheim. Mandò suo nipote Bernardo alla scuola della cattedrale.
Nel 975 divenne cancelliere dell'imperatore Ottone II, che lo nominò vescovo nel 976. Nel 977/78 gli fu affidata la custodia di Enrico il Litigioso ed Ecberto il Guercio a Utrecht dopo il loro fallito tentativo di ribellione. Dopo la morte di Ottone II nel dicembre 983, Folkmar liberò Enrico e si unì a lui. All'inizio di aprile 984 fu mandato avanti da Enrico, come suo rappresentante, a Werla (palatinato degli Ottoniani, a circa 15 km da Asselburg) per negoziare con i suoi avversari che non si erano recati alla festa di Pasqua del 23 marzo di quell'anno a Quedlinburg, i sostenitori di Ottone III: tra di essi figurano il cognato Teodorico e il nipote Bernardo, al quale però, anni dopo, prima del 987, offrì l'abbazia di Deventer.
Morì l'11 dicembre 990 e venne sepolto nella cattedrale di Utrecht.